# Peperomia terrigaudens
Peperomia terrigaudens är en pepparväxtart som beskrevs av Trel. & Yunck.. Peperomia terrigaudens ingår i släktet peperomior, och familjen pepparväxter. Inga underarter finns listade i Catalogue of Life.